# Pro Wrestling ZERO1
Pro Wrestling ZERO1, kurz ZERO1, ist der Name einer japanischen Wrestling-Promotion, die in Tokio, Japan beheimatet ist. Gegründet wurde sie von Yoshiyuki Nakamura und Shinya Hashimoto im Jahr 2001. Pro Wrestling ZERO1 gehört zum japanischen Kampfsport Puroresu.

## Geschichte & Gründung
Im Jahr 2001 gründete Yoshiyuki Nakamura mit Unterstützung von Shinya Hashimoto und Shinjiro Otani Pro Wrestling ZERO1 (gegründet als Pro Wrestling ZERO-ONE). Man konnte anfangs in Zusammenarbeit mit New Japan Pro-Wrestling, Pro Wrestling NOAH und All Japan Pro Wrestling relativ große Hallen zu füllen. Im Jahr 2004 verkaufte Hashimoto die hochverschuldete Liga, die mittlerweile durch den Wegfall großer Namen auch nicht mehr ansatzweise so viele Leute wie zu Beginn anzog, aus finanziellen Gründen. Aufgefangen wurde dies durch den Aufkauf von First On Stage, die als Mutterunternehmen fungierte, die Liga in Pro Wrestling ZERO1-MAX umbenannte und Nakamura als Präsidenten installierte.
Im Jahre 2008 wurde die Liga in Pro Wrestling ZERO1 umbenannt. 2011 kehrte die Liga wieder zur National Wrestling Alliance zurück. Zusammen schuf man 2011 den NWA Pan-Pacific Premium Heavyweight Championship, der bisher zweimal vergeben wurde. Erster Champion wurde Daisuke Sekimoto, der den Titel später an den bekannten Sumo-Ringer Akebono Tarō weitergeben durfte.
2012 versuchte man den australischen Markt zu erobern und gründete die Liga Zero1 Pro Wrestling Australia, die bis 2014 Bestand hatte. Die Geschäftsbeziehung endete jedoch 2014. Aus der Promotion wurde die unabhängige Liga Wrestle Rampage (WR). Weitere Ligen führt die Promotion in Japan (Zero1 Hong Kong), Mexiko (Pro Wrestling Zero1 Mexico) und Belarus.

## TV-Shows
In der Regel zeichnet Pro Wrestling ZERO1 pro Monat jeweils 2 Shows auf, die im Fernsehen (bei Samurai! TV) ausgetragen werden.

## Roster

### Wrestler
- Ikuto Hidaka
- James Raideen
- Kamikaze
- Katsumi Sasazaki
- Kohei Sato
- Masakado
- Masato Tanaka
- Mineo Fujita
- Ryouji Sai
- Shinjiro Otani
- Takuya Sugawara
- Toshiki Itakura
- Yoshikazu Yokoyama
- Yusaku Obata

### Gelegenheits-Wrestler
- Daisuke Sekimoto
- Akebono
- Yutaka Yoshie
- Hayato „Jr.“ Fujita
- Funaki
- Kintaro Kanemura
- Takuya Sugawara
- Hikaru Sato
- Rikiya Fudo
- Munenori Sawa

## Titel

### Aktuelle Titelträger
| Championship(s)                                     | Amtierende(r) Champion        | Datum des Titelgewinns |
| --------------------------------------------------- | ----------------------------- | ---------------------- |
| ZERO1 World Heavyweight Championship                | Kohei Sato                    | 19. September 2014     |
| ZERO1 International Junior Heavyweight Championship | Minoru Tanaka                 | 1. März 2015           |
| ZERO1 United National Heavyweight Championship      | Kamikaze                      | 5. Mai 2015            |
| NWA World Junior Heavyweight Championship           | Minoru Tanaka                 | 1. März 2015           |
| NWA International Lightweight Tag Team Championship | Takuya Sugawara & Yasshi      | 1. März 2015           |
| NWA Intercontinental Tag Team Championship          | Daisuke Sekimoto & Kohei Sato | 7. Juni 2015           |
| Zero1 Mexico International Heavyweight Championship | Sicodelico, Jr.               | September 2012         |

### Ruhende Titel
| Championship(s)                                  | Amtierende(r) Champion | Datum des Titelgewinns |
| ------------------------------------------------ | ---------------------- | ---------------------- |
| NWA Pan-Pacific Premium Heavyweight Championship | Akebono                | 16. Mai 2012           |
| Zero1 Australian National Championship           | Damian Slater          | 1. November 2013       |
| Zero1 United States Heavyweight Championship     | Mr. Wrestling III      | 9. November 2008       |

## Großveranstaltungen
- Fire Festival (jährlich)
- Tenka-Ichi Junior Tournament (jährlich)
- Furinkazan Tag Tournament/League (jährlich)